# Ouderkerk
Ouderkerk (dân số: 8.100 năm 2005) là một đô thị ở phía tây Hà Lan, ở tỉnh Zuid-Holland. Đô thị này có diện tích 28,53 km² (trong đó có 1,42 km² mặt nước). Đô thị này được lập ngày 1 tháng 1 năm 1985, sau đợt tổ chức lại đô thị.
Đô thị Ouderkerk bao gồm các trung tâm dân số Gouderak, Lageweg, Ouderkerk aan den IJssel, và IJssellaan, tất cả đều nằm dọc theo sông Hollandse IJssel.